# Madeline Carroll
Madeline Carroll (ur. 18 marca 1996 w Los Angeles) – amerykańska aktorka dziecięca.
Zagrała w kilku serialach telewizyjnych: Dowody zbrodni (2003), Zagubieni (2004), Chirurdzy (2005), Magia kłamstwa (2009) oraz w filmach fabularnych m.in. Najważniejszy głos (ang. Swing Vote) z Kevinem Costnerem w 2008, Nasza niania jest agentem z Jackim Chanem w 2010.

## Filmografia
- 2011 – Pan Popper i jego pingwiny (Mr. Popper's Penguins) jako Janie
- 2010 – Nasza niania jest agentem (The Spy Next Door) jako Farren
- 2010 – Flipped jako Juli Baker
- 2010 – Cafe jako Elly
- 2009 – Astro Boy jako Grace (głos)
- 2008 – Najważniejszy głos (Swing Vote) jako Molly Johnson
- 2007 – Resident Evil: Zagłada (Resident Evil: Extinction) jako White Queen
- 2007 – Goldfish jako Jenny
- 2006 – Śnięty Mikołaj 3: Uciekający Mikołaj (The Santa Clause 3: The Escape Clause) jako Cocoa
- 2006 – Kiedy dzwoni nieznajomy (When a Stranger Calls) jako Allison Mandrakis